# Перрайн (лунный кратер)
Кратер Перрайн (лат. Perrine) — большой древний ударный кратер в северном полушарии обратной стороны Луны. Название присвоено в честь американо-аргентинского астронома Чарлза Диллона Перрайна (1867—1951)  и утверждено Международным астрономическим союзом в 1970 г. Образование кратера относится к донектарскому периоду.

## Описание кратера

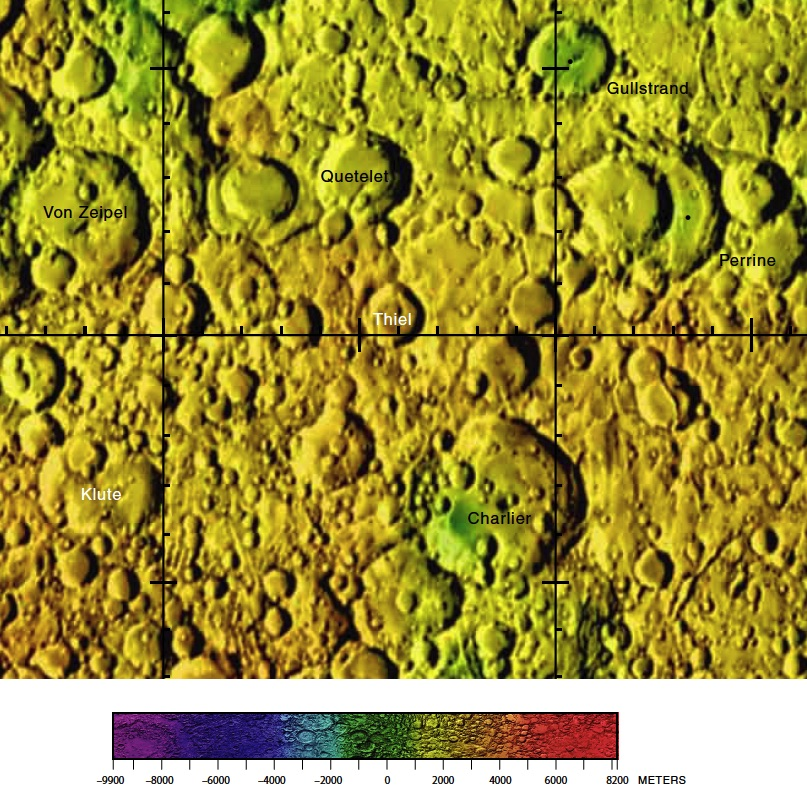
Окрестности кратера Перрайн. Фрагмент карты обратной стороны Луны.

Ближайшими соседями кратера являются кратер Кетле на западе; кратер Гульстранд на севере-северо-западе; кратер Вуд на востоке-северо-востоке; кратер Ландау на востоке; кратер Шарлье на юге-юго-востоке и кратер Тиль на западе-юго-западе. Селенографические координаты центра кратера 42°07′ с. ш. 127°57′ з. д. / 42,11° с. ш. 127,95° з. д., диаметр 87,4 км, глубина 2,8 км.
Кратер Перрайн имеет полигональную форму и значительно разрушен, западная часть чаши и вала перекрыта сателлитным кратером Перрайн S, к которому, в свою очередь, на западе примыкает сателлитный кратер Перрайн T. Вал сглажен, в северной и южной частях практически сравнялся с окружающей местностью, лучше всего сохранилась юго-восточная часть вала с достаточно четко очерченной кромкой. Восточная часть вала немного перекрыта парой сателлитных кратеров Перрайн E и G. Внутренний склон вала в восточной части сохранил остатки террасовидной структуры. Дно чаши кратера между восточной частью вала и сателлитным кратером Перрайн S имеет форму полумесяца, сравнительно ровное и отмечено лишь парой маленьких кратеров.

## Сателлитные кратеры
| Перрайн | Координаты                                              | Диаметр, км |
| ------- | ------------------------------------------------------- | ----------- |
| E       | 42°34′ с. ш. 125°15′ з. д. / 42,56° с. ш. 125,25° з. д. | 43,1        |
| G       | 41°42′ с. ш. 124°55′ з. д. / 41,7° с. ш. 124,91° з. д.  | 57,4        |
| L       | 38°44′ с. ш. 127°18′ з. д. / 38,73° с. ш. 127,3° з. д.  | 38,6        |
| S       | 41°58′ с. ш. 128°52′ з. д. / 41,97° с. ш. 128,87° з. д. | 61,6        |
| T       | 41°56′ с. ш. 130°20′ з. д. / 41,94° с. ш. 130,33° з. д. | 33,7        |

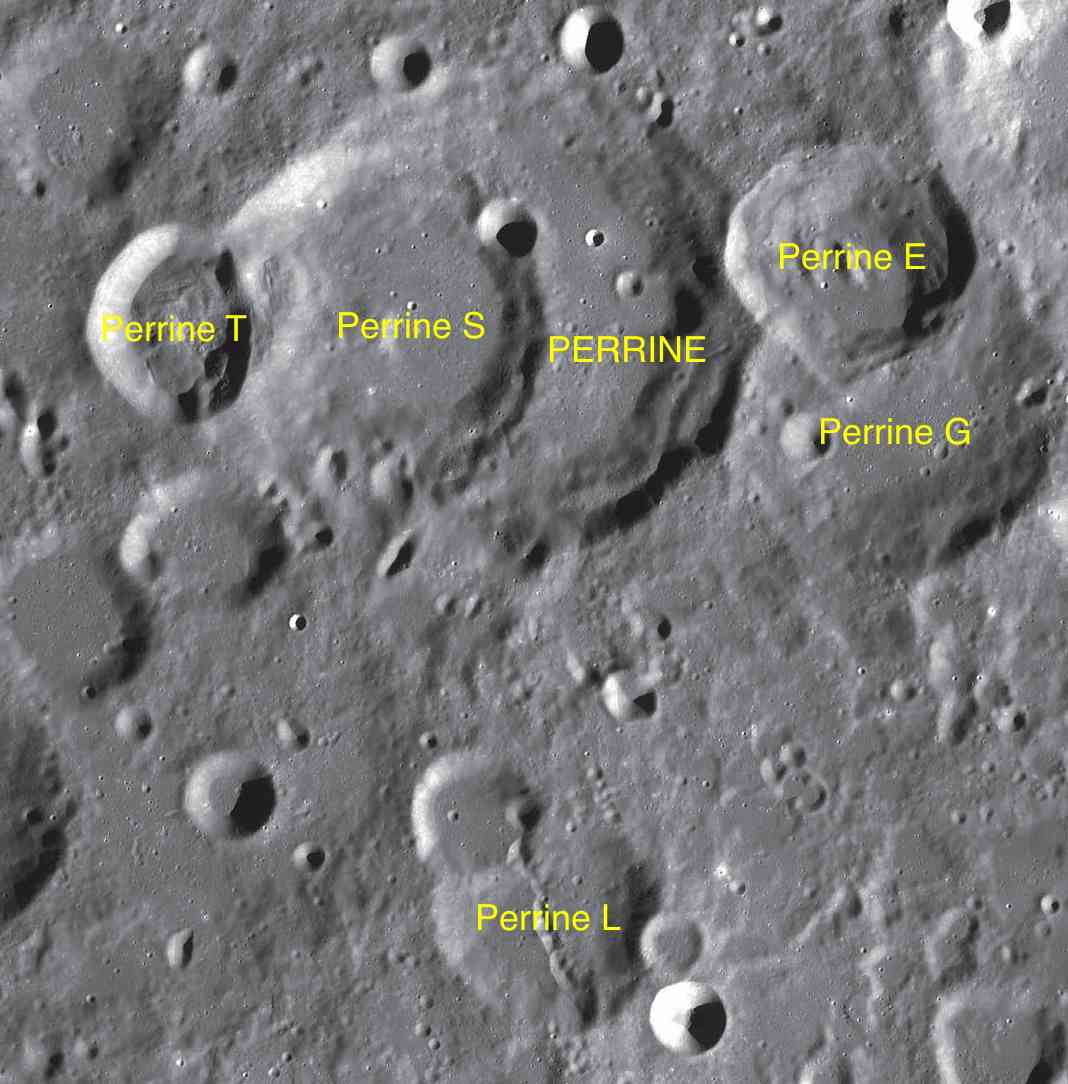
Фрагмент карты LAC-35.

- Образование сателлитного кратера Перрайн E относится к коперниковскому периоду[1].
- Образование сателлитных кратеров Перрайн L и S относится к нектарскому периоду[5].
- Образование сателлитного кратера Перрайн T относится к позднеимбрийскому периоду[5].